# Бутаєво
Бута́єво (рос. Бутаево, башк. Ботай) — присілок у складі Бєлорєцького району Башкортостану, Росія. Входить до складу Зігазинської сільської ради.
Населення — 100 осіб (2010; 117 в 2002).
Національний склад:
- башкири — 98%